# Карамбола
Карамбола (Averrhoa carambola) је тропско воће, које је плод истоименог дрвета. Ова биљка изворно потиче са Шри Ланке и Индонезије, али се већ 1000 година гаји и у југоисточној Азији и Малезији. Данас је позната широм света и може се наћи и у Аустралији, Латинској Америци, Африци и Јужној Америци.
Дрво карамболе одликује се дугачким низовима листова и цветовима јаке ружичасте боје. Њен плод је веома карактеристичног облика, боја зависи од зрелости плода, варира од светлозелене преко жуте до светлонаранџасте боје. Када се пресече има облик звезде због чега је најпознатија по имену звездасто воће. Користи се у гастрономији.

## Карактеристике
Плод је овалног облика дужине од 5 до 15 центиметара. Обично има 5 уздужних бразди, али може имати мање(три) или више(осам).Кора је танка, глатка, и воштана и претвара се из светле у тамну жуту када је плод зрео. Свака воћка може имати од 10 до 12 равних светлобраон семена, које је величине од 6 до 13 милиметара. Неке гајене форме могу произвести плод без семена. Узгој успева у топлим и влажним пределима.Цео плод је јестив укључујући и кору, месо је хрскаво, чврсто и веома сочно. Не садржи влакна и текстура му је слична текстури грожђа. Карамболу је најбоље јести када сазри тј. када плод пожути са траговима светлозелене боје на себи или када се и ови трагови светлозелене изгубе. Презрела карамбола је жуте боје са браон тачкама.
Постоје два основна типа карамболе: мање које су киселије и веће које су слатке. Киселе карамболе имају више оксалне киселине него слатке. Најчешће гајене сорте слатке врсте су: Аркин (Флорида), Дах Пет (Тајван), ма фуенг (Тајланд), Маха (Малезија) и Демак (Индонезија) док су код киселе врсте то: Златна звезда, Невцомб, Стар Кинг и Тејер (сви из Флориде). Неки од киселих сорти као што су Златна звезда може да постане сладак ако се дозволи да сазри.

## Употреба у гастрономији
Карамбола у гастрономији има веома широку примену. Користи се за декорацију, добијање сокова, умака, сирупа, коктела, вина.
Сладак тип карамболе који је зрео је сладак, али не превише с обзиром да плод никада нема више од 4% шећера. Имају киселкасто-сладак укус, који је тешко поредити, али се повезује са укусом који одговара миксу јабуке, грожђа, крушке и цитруса. Незрели плодови су чвршћи и кисели и имају укус као киселе јабуке.
Зреле карамболе се могу користити и за кување. У југоисточној Азији се обично динста са каранфилићем и шећером, понекад и јабукама. У Кини се кувају са рибом. У Аустралији се кува као поврће, користи за туршију, прави се џем. На Јамајци се понекад суше.
Незрели и кисели плодови се на Тајланду кувају са шкампима, на Филипинима се једу умочени у камену со, док се у Аустралији спремају са другим бројним зачинима.
Сок из карамболе се користи за хладна пића, на Хавајима се користи за прављење шербета, на Филипинима за зачине, у Индији се сок амбалажира и продаје.

## Утицај на здравље

#### Бенефити
Карамбола је богата антиоксидансима, калијумом и витамином Ц,док има мало шећера, натријума и киселине. Такође је моћан извор основних и средњих полифенолних антиоксиданата. Ова биљка има и антиоксидантске и антимикробне активности. Екстракти показују антимикробне активности против E. coli, Staphylococcus aureus и Pseudomonas aeruginosa. У земљама јужне Азије се верује да конзумирање карамболе подиже сексуалну жељу мушкараца.
Звездано воће је одличан извор витамина А И Ц. Такође садржи групе витамина Б, посебно Б5 пантотенску киселину која помаже у регулацији холестерола. Садржи и фолну киселину. Захваљујући великој количини биљних влакана карамбола помаже рад црева, садржи мали број калорија. Садржи пектин, чија влакна везују холестерол из хране што помаже у смањењу лошег холестерола из крви. Богата је калијумом.

### Ризици
Карамбола садржи супстанцу карамбоксин и велике количине оксалне киселине, које нису погодне за особе које пате од камена у бубрегу, лошег рада бубрега или су на дијализи. Употреба карамболе код ових случајева може да изазове штуцавицу, повраћање, мучнину понекад и смрт. Упркос токсичности код пацијената са лошим радом бубрега, ниво карамбоксина и оксалне киселине није ризичан за употребу код осталих људи, за које је ово и безбедно и здраво воће за конзумирање.

## Синоними
Карамбола је позната под различитим називима у различитим државама. Један од назива звездано воће је превођен у буквалном смислу на немачки, енглески, дански, шведски. У Шпанији је познато под називом карамбола, балимбин. Познато је и под називима кинеска звезда, спу, нак. Не треба се мешати са именом билимби(Averrhoa bilimbi), које је назив за сродно воће.

## Научна класификација
| Царство:  | Plantae      |
| Ред:      | Oxalidales   |
| Породица: | Oxalidaceae  |
| Род:      | Averrhoa     |
| Врста:    | A. carambola |

## Нутритивне вредности(100 g)
| Енергија       | 128kJ/31 kcal |
| Угљени хидрати | 6,73 g        |
| Масти          | 0,33g         |
| Протеини       | 1,04g         |
| Витамин Ц      | 34,4 mg       |
| Витамин Е      | 0,15 mg       |
| Витамин Б5     | 0,391 mg      |
| Калцијум       | 3 mg          |
| Магнезијум     | 10 mg         |
| Фосфор         | 12 mg         |
| Калијум        | 133 mg        |
| Натријум       | 2 mg          |